# 仙女座星系-银河系的碰撞
仙女座星系-银河系碰撞是预计四十亿年后，在本星系群中两个最大的成员星系──银河系和仙女座星系之间发生的星系碰撞。在星系碰撞的有关模拟研究中仙女座星系-银河系碰撞常常用来当作此类现象的范例。事实上，在这种星系碰撞中星系中所包含的恒星等天体并不会真的发生物理上的碰撞接触，因为星系本身是非常弥散的——作为距离太阳最近的恒星，比邻星与地球间的距离也有太阳直径的三千万倍之遥。（如果太阳按比例缩小为一枚25美分硬币大小，那么比邻星则在700千米之外。）如果这个理论正确，那么在大约三十亿年后仙女座星系内的恒星与气体将能够在地球上用肉眼看到。

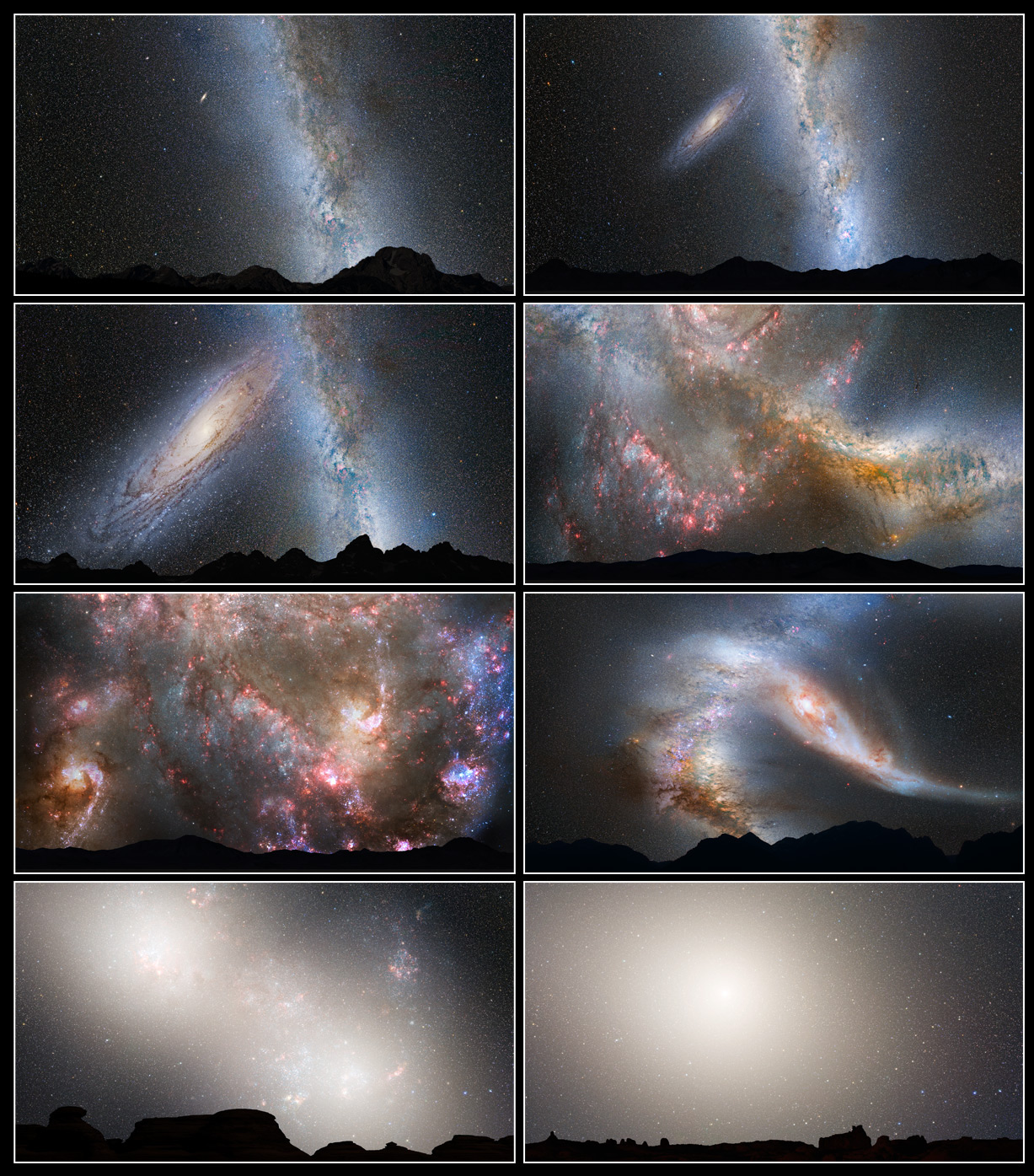
银河系和仙女座星系的合并过程设想，两者逐步接近融合，最终形成一个稳定的巨型椭圆星系。

如果仙女座星系与银河系发生了碰撞，两个星系将在大约七十亿年后最终合并为一个更大的椭圆星系。要指出的是，现在还无法确定这场碰撞是否一定发生。仙女座星系相对于银河系的径向速度可以通过对星系中恒星光谱的多普勒效应的观测来测量，但其横向速度 （即自行运动的速度）无法直接测量。这样，虽然我们已知仙女座星系正以每秒120千米的速度向银河系接近，但依然无法得知屆时它會和银河系碰撞，还是错过。目前对仙女座星系横向速度的最佳估计是小于每秒100千米，这暗示着星系的暗物质晕将会发生碰撞，而星系盘则可能不会。欧洲空间局2013年发射的航天器盖亚试图透过测量仙女座星系中恒星的位置，精确测定仙女座星系的横向速度。空间望远镜研究所的弗兰克·萨默斯（Frank Summers）根据凯斯西储大学克里斯·米霍斯（Chris Mihos）教授和哈佛大学的拉尔斯·赫恩奎斯特（Lars Hernquist）教授的研究，制作了描述这一预期事件的计算机图像。
星系间的碰撞在宇宙中是相當普遍的。例如一般认为仙女座星系在过去就曾经和其他星系至少发生过一次碰撞。理论上我们的太阳系在这场碰撞过程中也有一定的可能是从合并形成的新星系中释放出来的，而在星系碰撞的初期甚至有可能一度成为仙女座星系的一部分。由于恒星间的距离非常遥远，这种事件对太阳系本身不会有什么负面影响（特别是在六十亿年后太阳将进入红巨星阶段后），对太阳及其行星本身任何形式的扰动更是非常微小的。

## 外部連結
- The Merger of the Milky Way and Andromeda Galaxies University of Toronto (website), John Dubinski, January 2001 (includes simulation)
- "Milky Way–Andromeda Galaxy Collision", Haydenplanetarium.org, John Dubinski (University of Toronto)
- "Milky Way, Andromeda had similar origins"（页面存档备份，存于） MSNBC 8:11 p.m. PT 2006-02-28
- "Andromeda involved in galactic collision"（页面存档备份，存于） MSNBC 10:38 a.m. PT 2007-01-29
- "Astrophysicist maps out our own galaxy's end"University of Toronto (website), by Janet Wong, 2000-04-14
- "Crash Course: Simulating the Fate of Our Milky Way"（页面存档备份，存于） By Tariq Malik, SPACE.com Staff Writer, posted: 07:00 a.m. ET 2002-05-07
- "Milky Way vs. Andromeda"（页面存档备份，存于） NASA (website)
- "Busted! Astronomers Nab Culprit in Galactic Hit-and-Run" Harvard University (website) Press Release No.: 06-28, 2006-10-18
- SIM PlanetQuest to predict date of cosmic collision NASA/JPL PlanetQuest, 2007-01-04